# Frank Wisbar
Frank Wisbar, de son vrai nom Frank Wysbar, né le 9 décembre 1899 à Tilsit (actuellement Sovietsk en Russie) en Prusse-Orientale (Empire allemand), mort le 17 mars 1967 à Mayence (Allemagne), est un réalisateur, scénariste et producteur allemand.

## Biographie
Après avoir commencé une carrière d'officier, il se tourne à la fin des années 1920 vers le cinéma et travaille à la fois comme assistant réalisateur et responsable de studio, avant de réaliser en 1932 son premier film sur Till l'espiègle (Im Banne des Eulenspiegels).
Après l'arrivée au pouvoir des nazis en 1933, il entre en conflit avec les responsables culturels du nouveau régime à l'occasion de la réalisation de son deuxième film, Anna et Elisabeth. Il tourne ensuite des films artistiquement réussis, dont le succès populaire lui permet d'envisager la poursuite d'une brillante carrière à la UFA.
Après la Nuit de Cristal en 1938, il émigre cependant aux États-Unis afin de permettre à sa femme Eva, née Krojanke, d'échapper aux persécutions nazies. Dans son exil américain, il change l'orthographe de son nom de Wysbar en Wisbar. Il se lance dans la production, mais connaît quelques déboires en produisant des films sophistiqués comme une œuvre sur la vie de Mozart.
Il ne rencontre le succès après la Guerre qu'en se tournant vers le nouveau médium de la télévision et en devenant un pionnier dans la production de la télévision spectacle. Ses premiers succès lui permettent d'agrandir sa société de production, qui produira plus de 300 films de télévision et comprendra jusqu'à 125 employés. 
Au milieu des années 1950, il revient comme citoyen américain en Allemagne et se détourne alors d'un cinéma commercial au profit d'un cinéma plus exigeant. Il écrit et réalise des films qui traitent de la Guerre et du passé nazi de l'Allemagne en invitant le public allemand à faire son examen de conscience.

## Filmographie

### Comme réalisateur

#### Au cinéma
- 1932 : Im Banne des Eulenspiegels
- 1933 : Anna und Elisabeth
- 1934 : Rivalen der Luft - Ein Segelfliegerfilm
- 1935 : Hermine und die sieben Aufrechten
- 1935 : Die Werft zum Grauen Hecht
- 1936 : Die Unbekannte
- 1936 : Fährmann Maria
- 1937 : Ball im Metropol
- 1938 : Petermann ist dagegen
- 1945 : Secrets of a Sorority Girl
- 1946 : Strangler of the Swamp
- 1946 : Devil Bat's Daughter
- 1947 : Lighthouse
- 1947 : Les Pionniers de la Louisiane (The Prairie)
- 1957 : UB 55, corsaire de l'océan (de) (Haie und kleine Fische)
- 1958 : Zone-Est interdite (Le monde a tremblé) (Nasser Asphalt)
- 1959 : À l'ombre de l'étoile rouge (Nacht fiel über Gotenhafen)
- 1959 : Chiens, à vous de crever ! (Hunde, wollt ihr ewig leben)
- 1960 : Fabrique d'officiers S.S. (de) (Fabrik der Offiziere)
- 1961 : Barbara (Barbara - Wild wie das Meer)
- 1962 : Héros sans retour (Marcia o crepa)
- 1963 : Durchbruch Lok 234

#### À la télévision
- 1939 : The Tell-Tale Heart
- 1965 : Das Feuerzeichen
- 1965 : Onkel Phils Nachlaß
- 1966 : S.O.S. - Morro Castle
- 1967 : Flucht über die Ostsee

### Comme scénariste

#### Au cinéma
- 1933 : Anna und Elisabeth
- 1935 : Hermine und die sieben Aufrechten
- 1935 : Die Werft zum Grauen Hecht
- 1936 : Fährmann Maria
- 1937 : Ball im Metropol
- 1946 : Strangler of the Swamp
- 1949 : Rimfire (en) de B. Reeves Eason
- 1959 : À l'ombre de l'étoile rouge (Nacht fiel über Gotenhafen)
- 1959 : Chiens, à vous de crever ! (Hunde, wollt ihr ewig leben)
- 1960 : Fabrique d'officiers S.S. (de) (Fabrik der Offiziere)
- 1962 : Héros sans retour (Marcia o crepa)

#### À la télévision
- 1967 : Flucht über die Ostsee